# Klierhaar

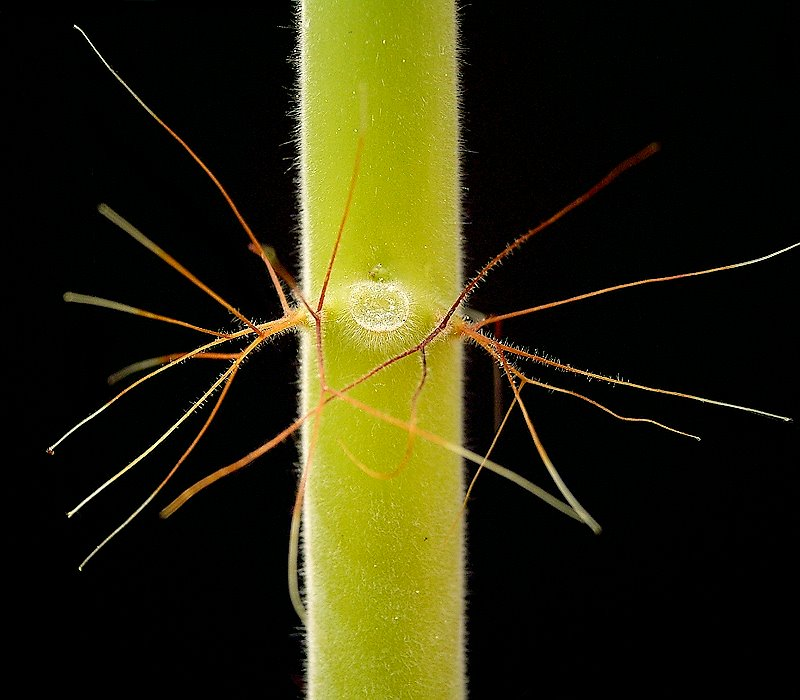
Kliersterharen van omgevormde steunblaadjes bij Jatropha spicata

Een klierhaar van een plant is een haar die stoffen kan uitscheiden, zoals etherische olie. Ze hebben een dicht cytoplasma en veel mitochondriën. Het is een uitgroeisel van de epidermis en kan bestaan uit een enkele cel maar kan ook meerdere cellagen hebben en verschillende vormen hebben.
Ook de honingklier (nectarie) is een klier of een klierhaar. Deze kan zowel ín de bloem als erbuiten voorkomen.
Een klierhaar kan bestaan uit een enkele cel of uit meerdere cellagen. De volgende klierhaarvormen worden onderscheiden:
- Borstelharen: klierharen met steel en knop
- Sterharen: verschillende spits eindigende cellen met een gemeenschappelijke basis
- Knieharen: geknikte klierharen
- Kandelaarharen: klierharen met een meercellige steel met aan elk celuiteinde een vertakking van meestal eencellige eindtakken
- Schubharen: klierharen met een korte steel en een veelcellig hoofdje.

Zowel klierharen als gewone haren kunnen een van deze vormen hebben.

## Functie van de klierharen
De klierharen hebben de volgende functies:
- Voorkomen van insectenschade van bijvoorbeeld bladluizen door afscheiding van een kleverige vloeistof, zoals bij kleverige ogentroost.
- Vangen van insecten door afgifte van een kleverige vloeistof waardoor deze gevangen worden om als voedsel te dienen zoals bij de ronde zonnedauw.
- Verspreiden van de vruchten en zaden door uitscheiding van een kleverige vloeistof, waardoor ze aan dieren blijven plakken, zoals bij kattendoorn.

## Fotogalerij

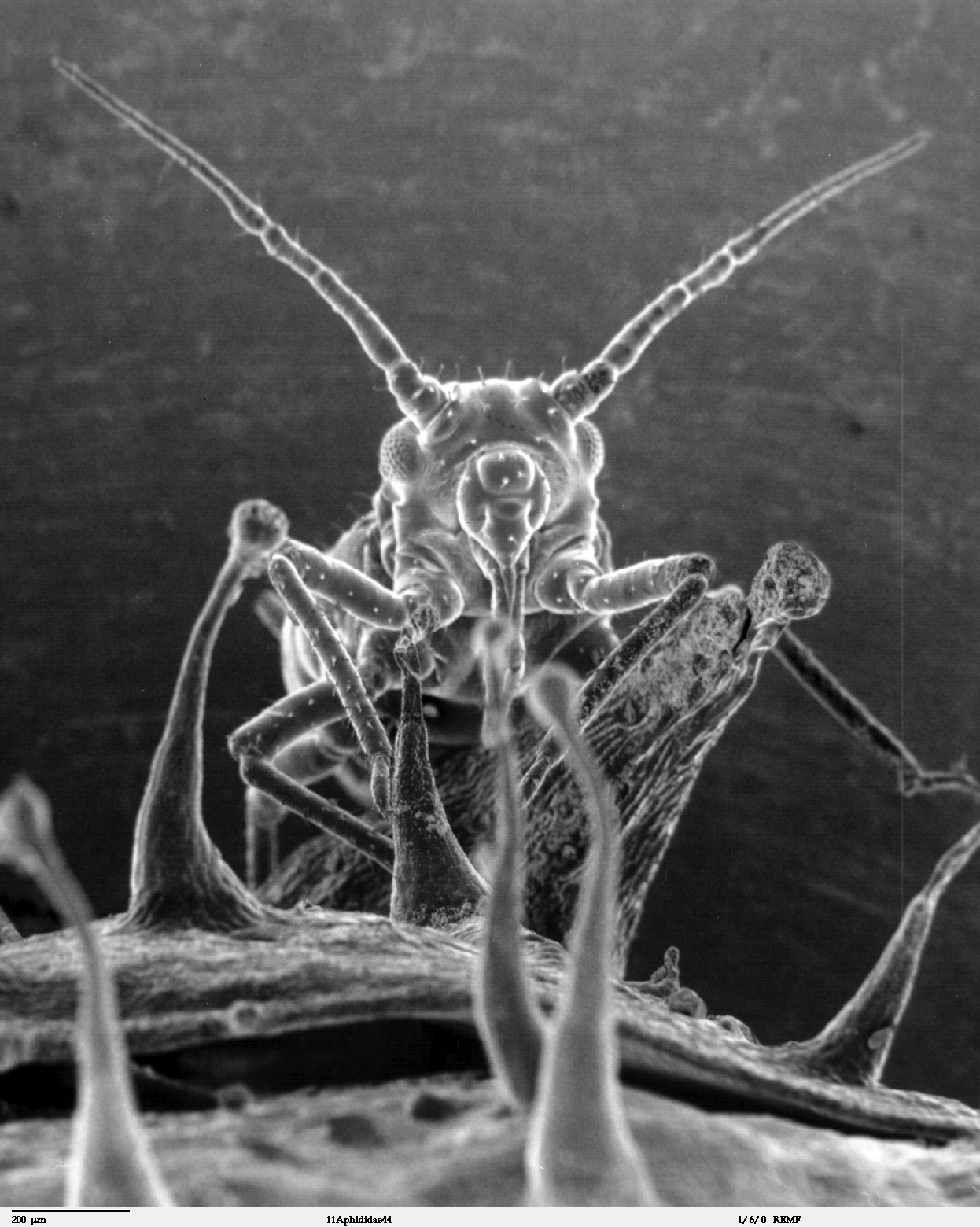
Bladluis op een plant met klierharen waarin bladluizen verstrikt raken (SEM foto)
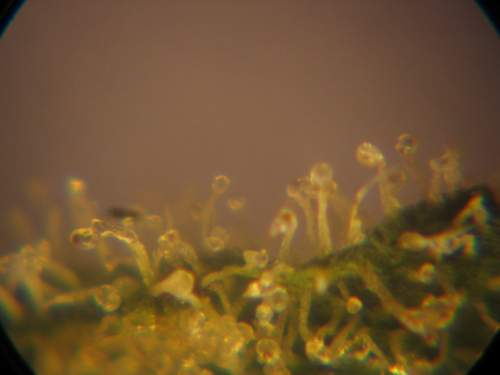
Haren op een hennep blad
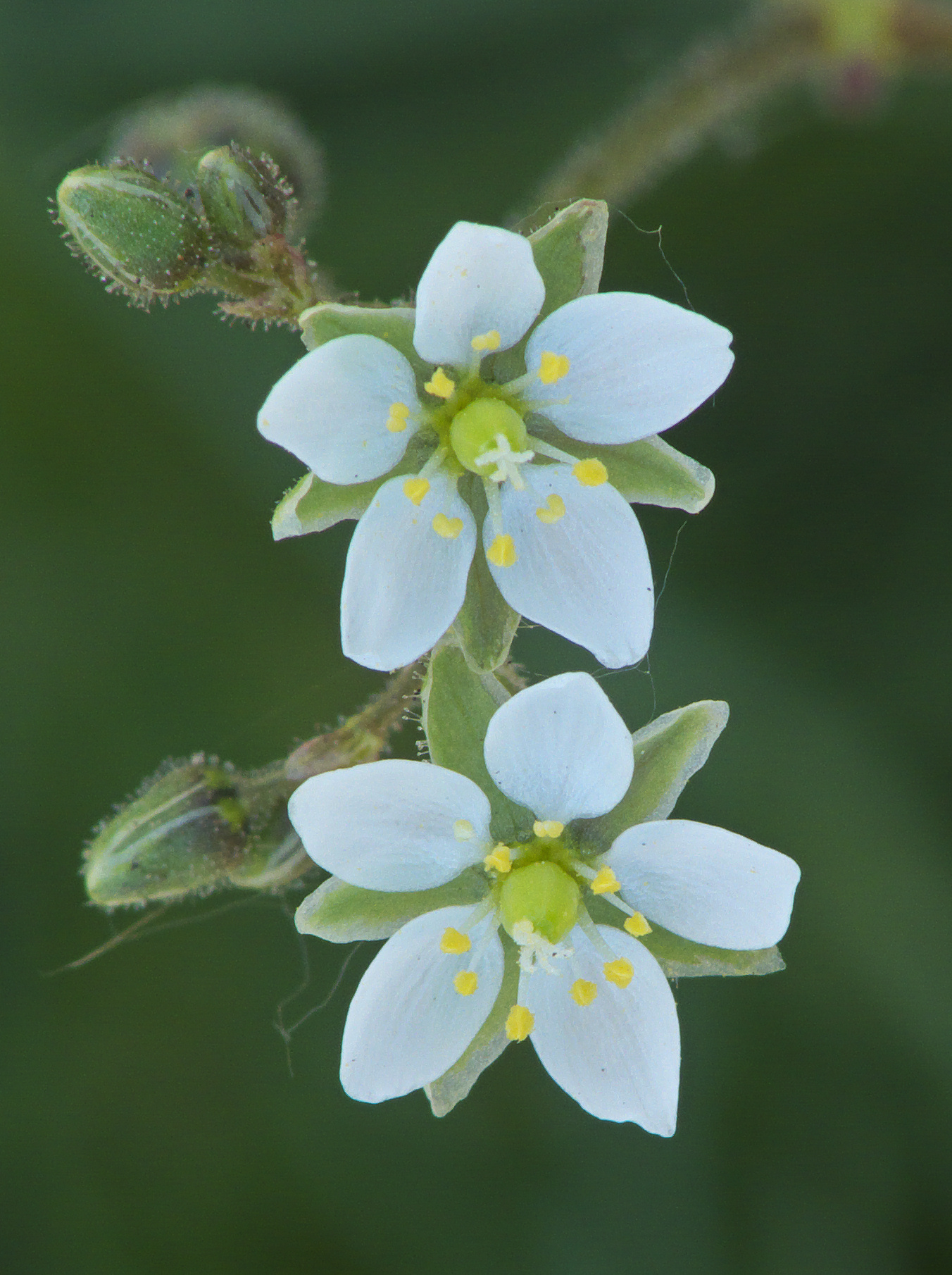
Klierharen op gewone spurrie
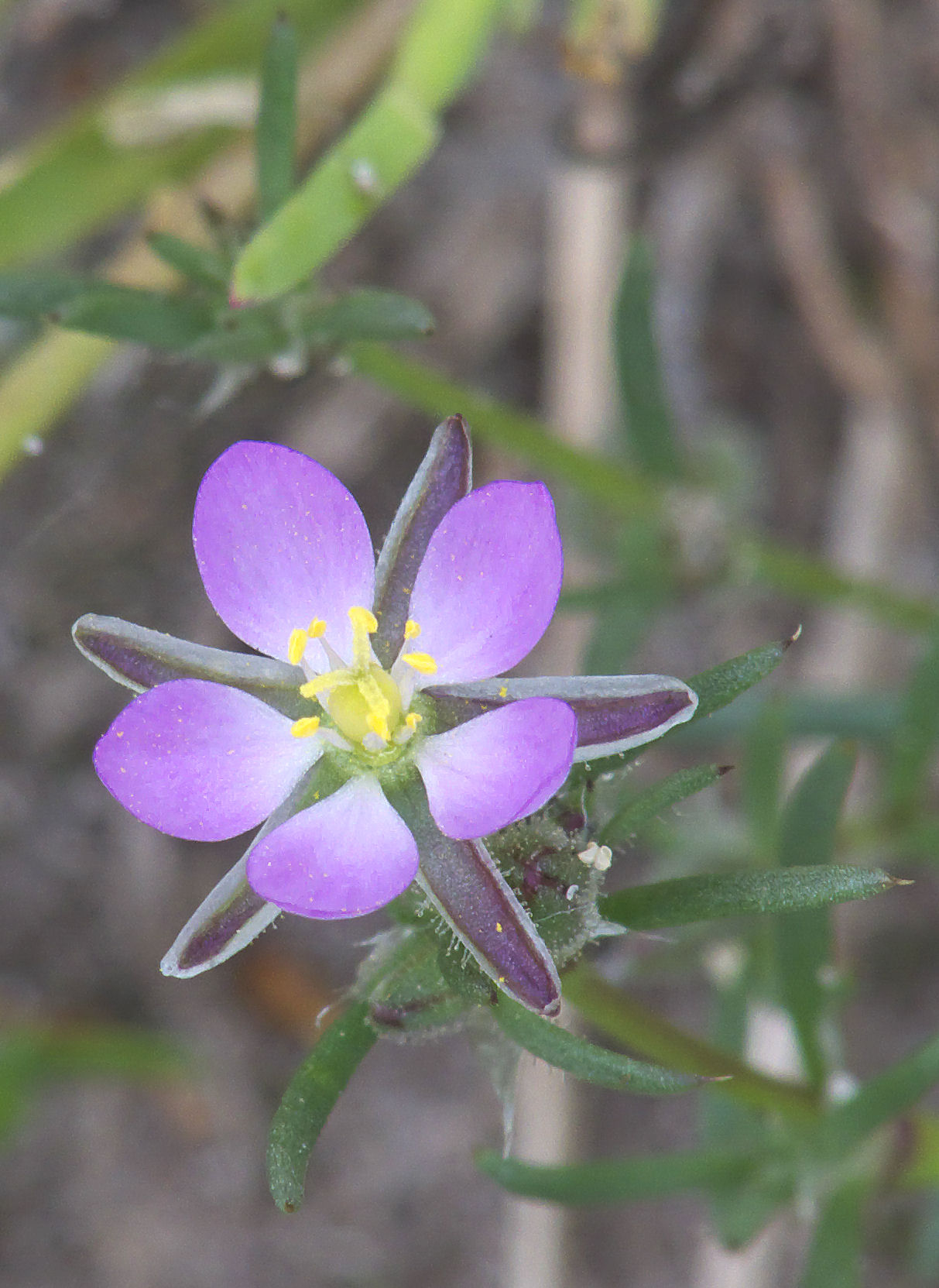
Klierharen op kelkblad van rode schijnspurrie
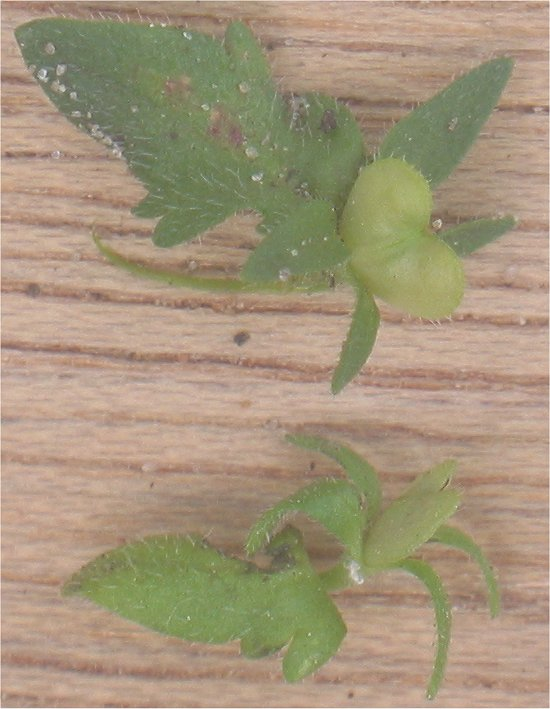
Haren op blad en klierharen op vrucht bij veldereprijs
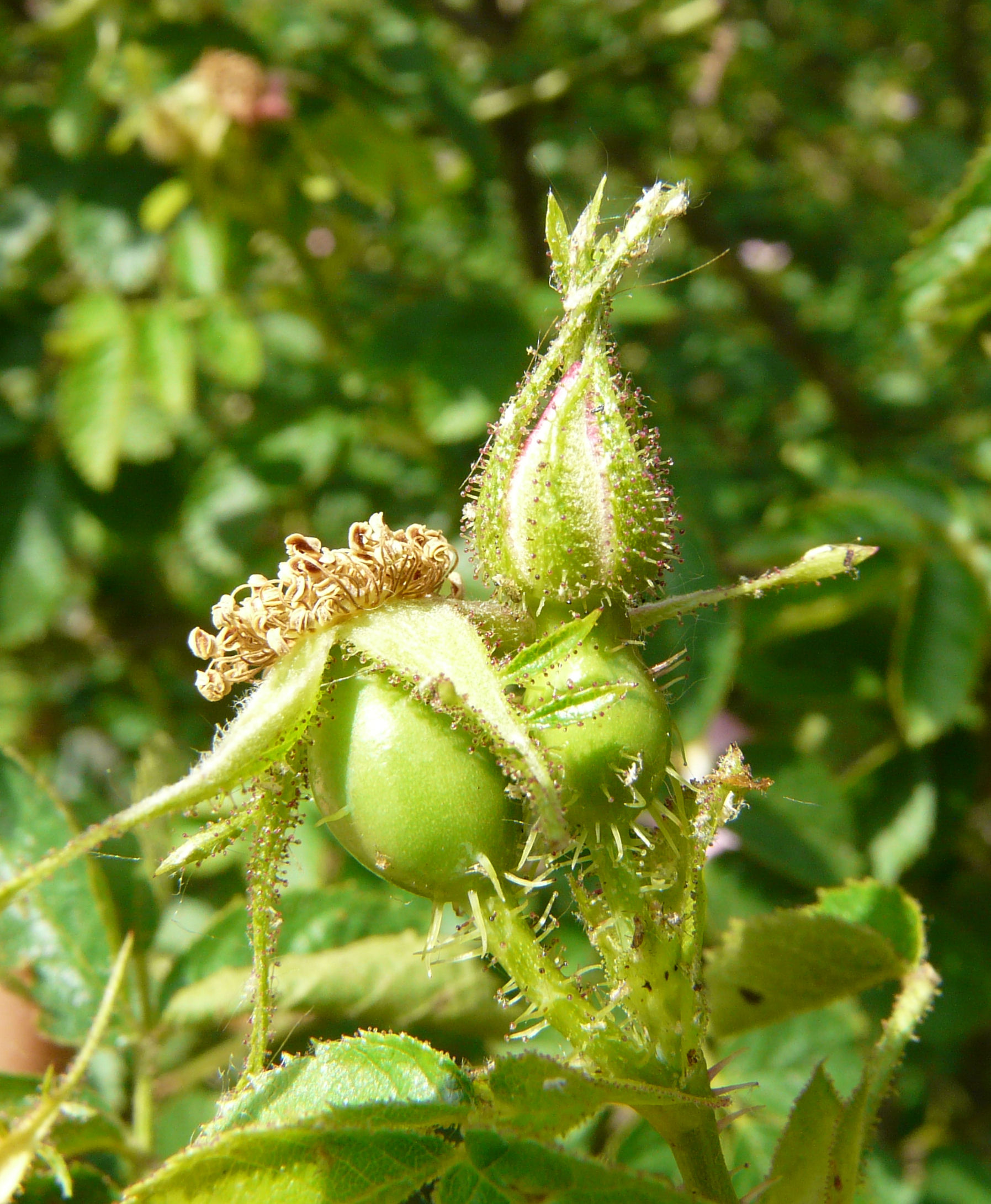
Klierharen bij de kleinbloemige roos
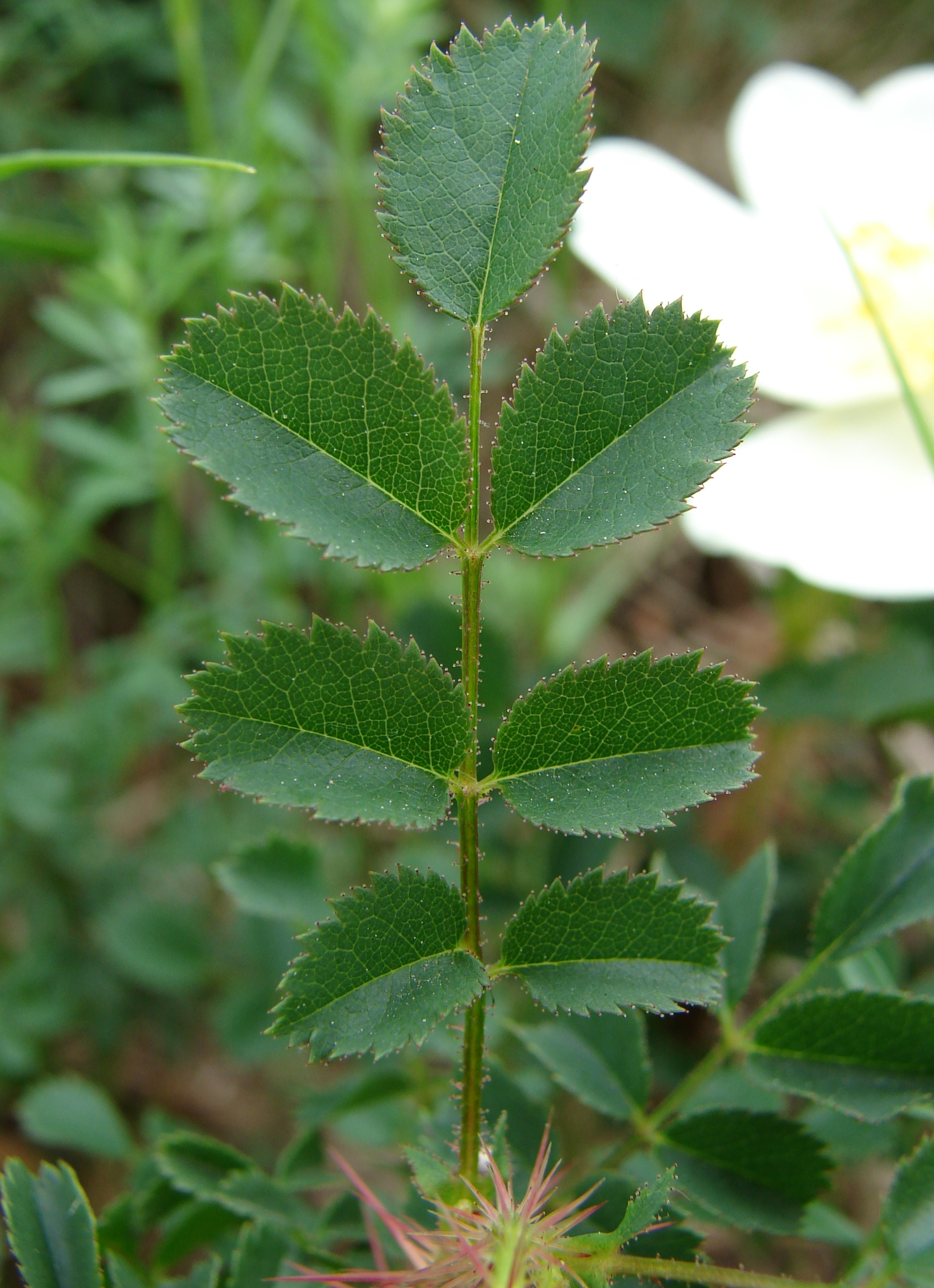
Klierharen bij de duinroos
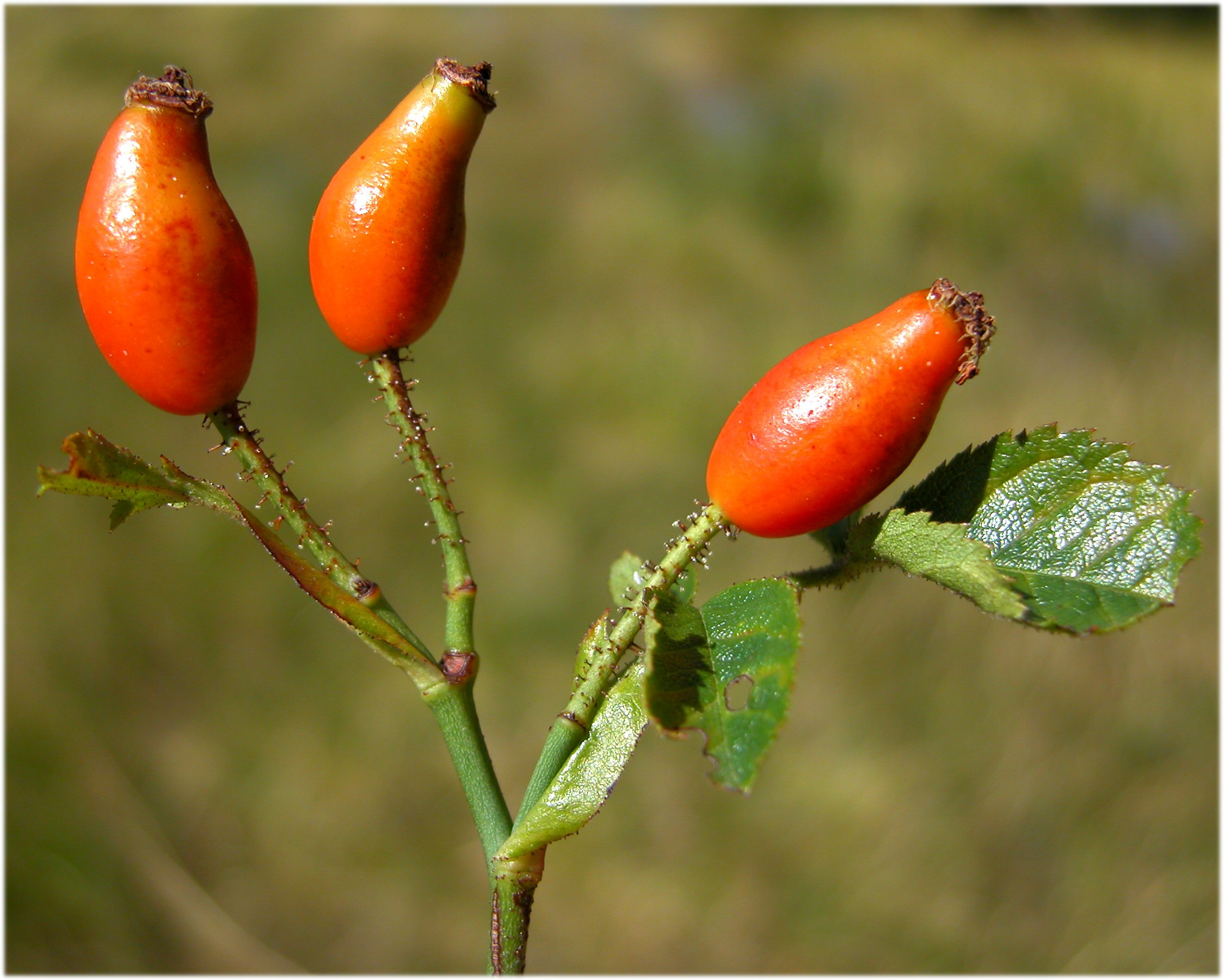
Klierharen bij de kleinbloemige roos
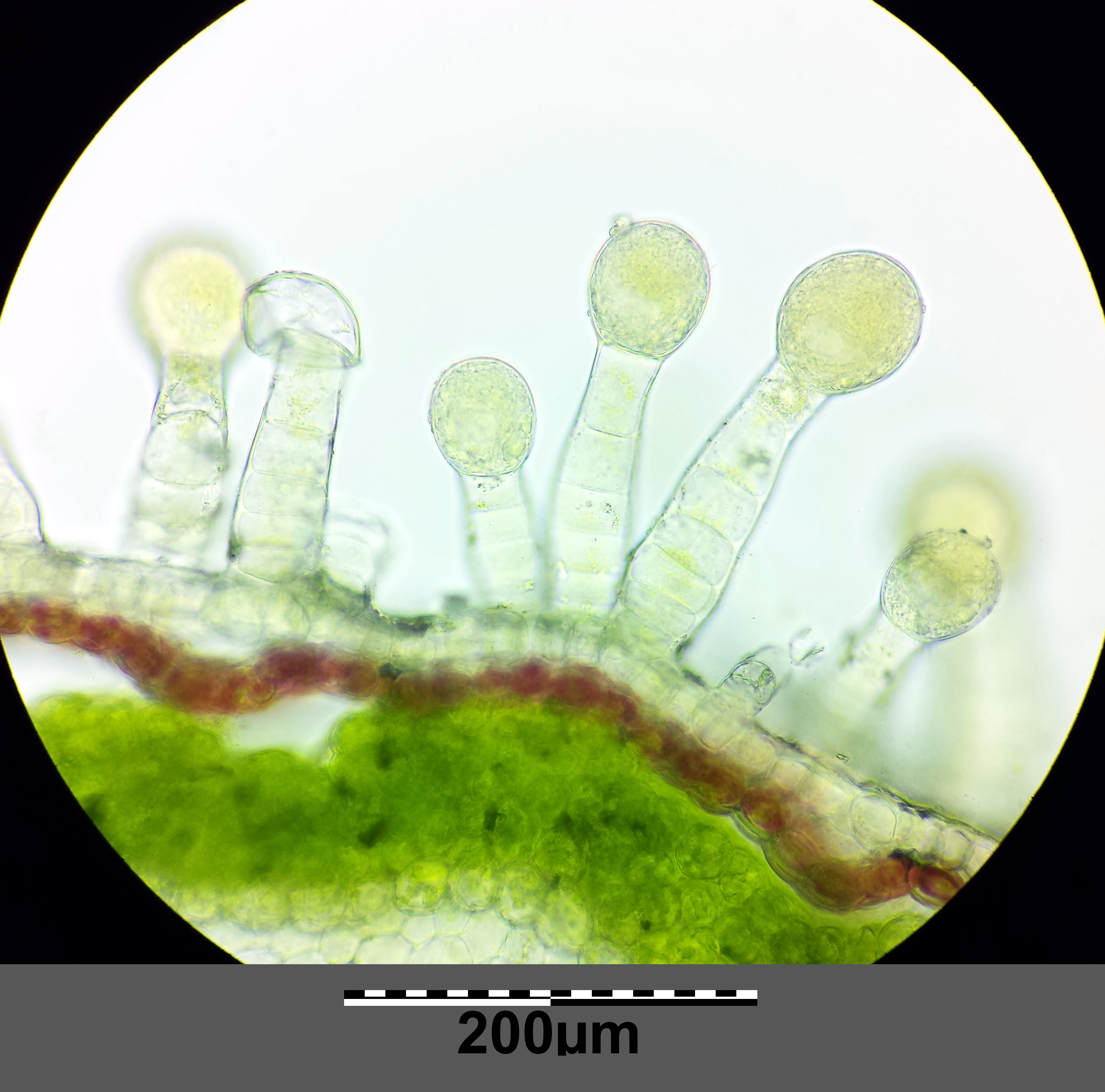
Klierharen bij de heelbeen
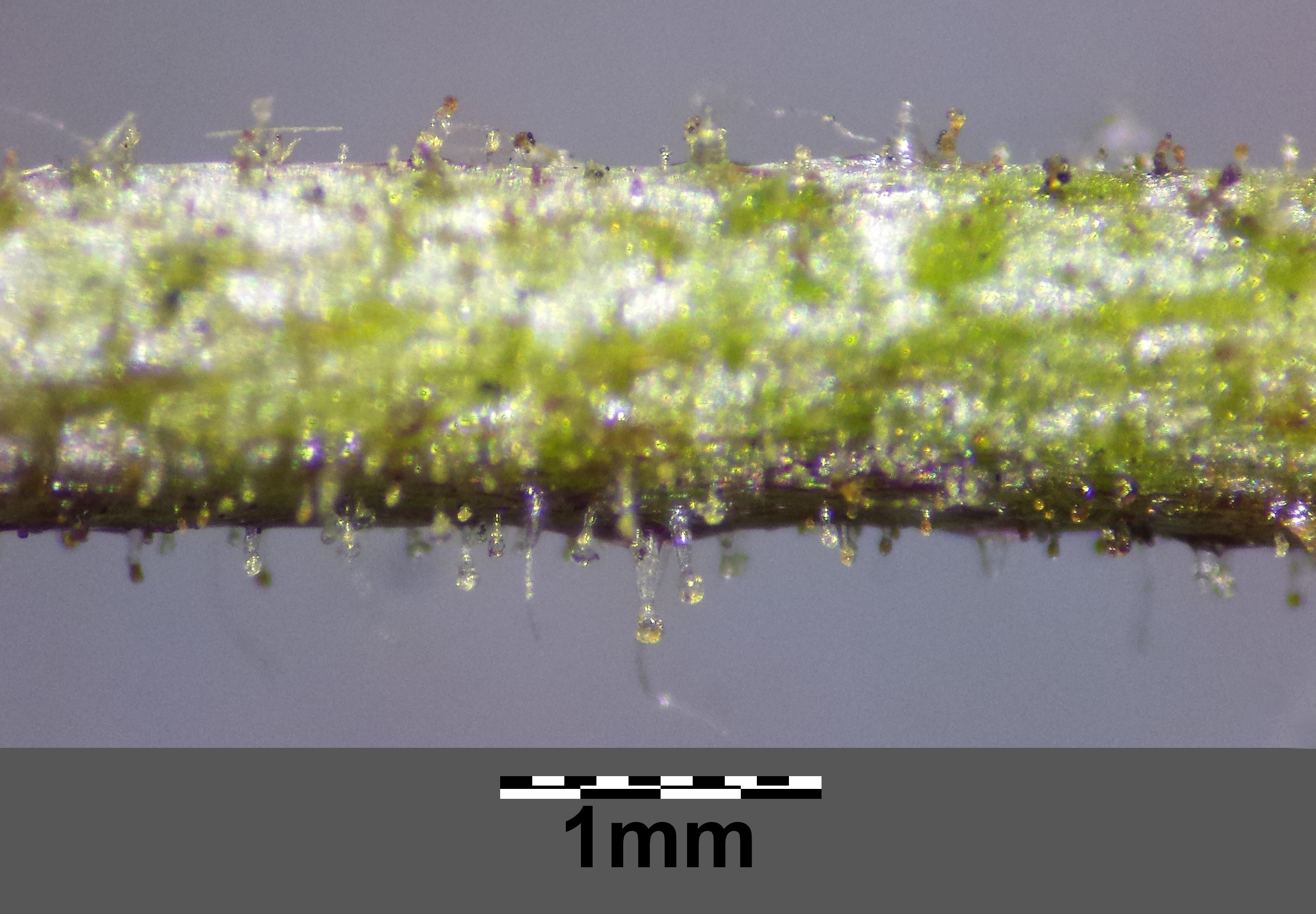
Klierharen bij de kamferalant